# Carta
Albums de Especia
GUSTO
(28 mai 2014)
EPs par Especia
Primera
(18 février 2015) Mirage
(10 août 2016)
Compilations par Especia
Wizard
(22 mars 2017)
Singles
1. Aviator / Boogie Aroma
Sortie : 22 juillet 2015

Carta (titré en majuscules CARTA ; mot espagnol signifiant :  « lettre ») est le deuxième album studio du groupe japonais Especia sorti en février 2016.

## Détails de l'album
Après la sortie de l'album GUSTO en mai 2014 chez Tsubasa Records, l'album Carta, produit par Schtein & Longer du groupe SCRAMBLES, sort le 28 février 2016, sur le label VERSIONMUSIC de Victor Entertainment, en trois éditions : régulière (CD) et limitée (CD+DVD) et une spéciale (2CD). Il atteint 29e place du classement hebdomadaire l'Oricon et s'y maintient pendant une semaine. Il devient le premier album studio du groupe à sortir sur un label major après que le groupe a signé un nouveau contrat en décembre 2014.
Cet album contient au total 12 chansons dont les versions remaniées des 2 chansons du single du groupe sortis quelques mois auparavant : Aviator / Boogie Amora (2015). Ces chansons mélangent la j-pop avec différents styles de musique occidentaux populaires dans les années 1970 et 1980 tels que le disco, le funk. L'édition limitée est accompagnée d'un DVD bonus incluant une vidéo du live des Especia qui s'est déroulé en mai 2015 au Umeda Quattro à Osaka.
Comme son titre l'indique, l'édition "remix & instrumental" inclut un deuxième CD en supplément, contenant des versions alternatives des chansons d'Especia par divers artistes et DJ tels que HyperJuice, Tomggg, Iimori Masayoshi, Mel House et Autoclef.
Il est également le premier album studio du groupe réduit à cinq membres (qui avaient enregistré avec ce même effectif leur mini album Primera en février 2015), donc sans Akane Sugimoto, retirée du groupe en octobre 2014 ; mais c'est aussi le dernier avec les membres Chika Sannomiya, Chihiro Mise et Monari Wakita qui quittent le groupe février 2016, même mois de la sortie du disque, et le dernier album studio d'Especia avant sa séparation un an plus tard en mars 2017.
Cet album est également le dernier à être enregistré à Osaka, ville d'origine d'Especia, avant que ce dernier déménage à Tokyo en avril 2016, provoquant le départ des trois membres cités dernièrement.

## Membres
Membres crédités sur l'album : 
- Haruka Tominaga (leader)
- Chika Sannomiya
- Chihiro Mise
- Monari Wakita
- Erika Mori

## Liste des titres
| 1.  | Clover                            | 5:10 |
| 2.  | Over Time                         | 5:36 |
| 3.  | Sunshower                         | 4:55 |
| 4.  | Interstellar                      | 4:07 |
| 5.  | Saga                              | 6:28 |
| 6.  | Saudade                           | 3:13 |
| 7.  | Rittenhouse Square                | 5:05 |
| 8.  | Mistake                           | 5:51 |
| 9.  | Fader                             | 5:02 |
| 10. | Saturday Night (サタデー・ナイト) | 5:05 |
| 11. | Boogie Aroma (Carta Ver.)         | 5:15 |
| 12. | Aviator (Carta Edit)              | 5:38 |

| 1.  | Aviator (HyperJuice Remix)                            | 4:48 |
| 2.  | West Philly (Tomggg Remix)                            | 4:30 |
| 3.  | Security Lucy (Masayoshi Iimori Remix)                | 3:45 |
| 4.  | We Are Especia ~Nakinagara Dancing~ (Mel House Remix) | 4:29 |
| 5.  | We Are Especia ~Nakinagara Dancing~ (Autoclef Remix)  | 4:28 |
| 6.  | Clover (Instrumental)                                 | 5:13 |
| 7.  | Over Time (Instrumental)                              | 5:39 |
| 8.  | Sunshower (Instrumental)                              | 4:58 |
| 9.  | Interstellar (Instrumental)                           | 4:10 |
| 10. | Saga (Instrumental)                                   | 6:31 |
| 11. | Rittenhouse Square (Instrumental)                     | 5:08 |
| 12. | Mistake (Instrumental)                                | 5:54 |
| 13. | Fader (Instrumental)                                  | 5:05 |
| 14. | Boogie Aroma (Carta Ver. Instrumental)                | 5:18 |
| 15. | Aviator (Carta Edit Instrumental)                     |      |